# Wesseln
Wesseln er en by og kommune i det nordlige Tyskland, beliggende i Amt Kirchspielslandgemeinde Heider Umland i den centrale del af Kreis Dithmarschen. Kreis Dithmarschen ligger i den sydvestlige del af delstaten Slesvig-Holsten.

## Geografi
Kommunen grænser til landkreisens administrationsby (Kreisstadt) Heide. I byen Wesseln er der en grundskole og et kapel, der hører til sognet St. Andreas Weddingstedt.
I kommunen ligger stenaldergravhøjen Rugenbarg (13,5 moh.).